# Markiezinnetje
Het markiezinnetje (Dascyllus aruanus) is een straalvinnige vissensoort uit de familie van de rifbaarzen en koraaljuffertjes (Pomacentridae). De wetenschappelijke naam van de soort werd als Chaetodon aruanus in 1758 gepubliceerd door Carl Linnaeus.